# Pakicetidae
Pakicetidae (paquicetídeos) é uma família de cetáceos extintos da subordem Archaeoceti que se estima ter vivido há cerca de 50 milhões de anos. É considerada como o grupo mais primitivo de baleias que viveram no Eoceno Médio, sendo que os primeiros fósseis foram encontradas inicialmente no Paquistão em 1970.
São animais extintos, considerados por alguns cientistas como ancestrais de cetáceos. Alguns cientistas defendem ainda que Pakicetidae está em nível intermediário de cetáceos e artiodátilos, pois possuem membros e corpo parecidos com estes, porém com características do ouvido médio e crânio semelhante à de cetáceos primitivos.
Sendo considerado como uma forma de transição de cetáceo, os membros torácicos de Pakicetidae serviam de auxílio para locomoção característica de animais corredores, diferentemente da linha dos demais cetáceos da época que apresentavam membros torácicos com principal função de propulsão na natação. As vértebras do pescoço de Pakicetidae se assemelham a de baleias que viveram no Eoceno e as vértebras do tronco aumentam de tamanho no sentido antero-posterior, como em mamíferos terrestres. Vértebras lombares e caudais são longas comparadas à de cetáceos modernos, mas não são tão longas como a de cetáceos extintos como os Kutchicetidae. A região sacral de Pakicetidae é formada pela fusão de quatro vértebras. Sua escápula apresenta uma fossa supra espinhal com um acrômio pequeno, o que o diferencia de demais cetáceos. O úmero é longo e delgado. A região distal do úmero é larga e articula-se ao rádio e a ulna, permitindo um grande grau de flexão e outros movimentos. Também apresentam ísquio maior que o ílio e a tíbia é longa e possui uma crista curta. Estas características os diferenciam de cetáceos, mas é comum em mamíferos terrestres. A abertura nasal de Pakicetidae é localizada na extremidade de seu focinho, como em mamíferos terrestres e em alguns cetáceos primitivos, embora contrária à característica de cetáceos do Eoceno. As órbitas de Pakicetidae estão juntas e são frontais, mas não estão no ponto mais dorsal da cabeça, os diferenciando de qualquer outro cetáceo. Esta posição reforça a visão binocular, mas não está necessariamente relacionado ao hábitat aquático. Ao contrário de qualquer outro cetáceo, a orelha externa de Pakicetidae se assemelha a de animais terrestres. O meato auditivo externo abre na lateral do crânio e a mandíbula apresenta um pequeno forame. O forame mandibular em cetáceos do Eoceno é largo e transmite som subaquático para o ouvido médio, porém em Pakicetidae este é curto. O ouvido médio em Pakicetidae foi altamente especializado e incluiu osteosclerose de ossículos, invólucro e processo sigmóide. Estes recursos têm sido interpretados como adaptações para ouvir debaixo d’água, e tem sido sugerido que a presença do invólucro facilita a percepção de transmissão de freqüências subaquáticas. A ausência de cavidades de ar isolando as orelhas, a fusão de alguns ossos e características da membrana timpânica de Pakicetidae sugere que a recepção do som no ar é bem desenvolvida, mas são incompatíveis com boa audição subaquática. Ao contrário de qualquer outro cetáceo, o ouvido externo de Pakicetidae se assemelha a de animais terrestres. É mais provável que as especializações do ouvido médio de Pakicetidae sejam análogas às de alguns mamíferos subterrâneos e estão relacionados com a recepção de vibrações do substrato ou som. O ouvido médio em Pakicetidae foi altamente especializado e incluiu osteosclerose de ossículos, invólucro e processo sigmóide. Estes recursos têm sido interpretados como adaptações para a percepção de ondas debaixo d’água. Algumas funções dos órgãos de sentidos de Pakicetidae também são encontradas em mamíferos aquáticos, mas eles não necessariamente implicam a vida na água.

## Classificação
- Famíla Pakicetidae Gingerich e Russell, 1990
  - Gênero Pakicetus Gingerich e Russell, 1981
  - Gênero Nalacetus Thewissen e Hussain, 1998
  - Gênero Ichthyolestes Dehm e Oettingen-Spilberg, 1958
  - Gênero Himalayacetus Bajpai e Gingerich, 1998

## Literatura
GINGERICH, Philip D. Progress on the Origin of Whales. Geoscience News, Fev. 2002. Disponível em: <http://www-personal.umich.edu/~gingeric/PDFfiles/PDG387_Whalesgeoscinews.pdf>. Acesso em 19 Set. 2009.
MOURA, André. O Percurso Evolutivo dos Cetáceos - a Transição Terra-Mar. Portal Naturlink PT, v. 5, 2008. Disponível em: <http://www.naturlink.sapo.pt/article.aspx?menuid=2&cid=5143&bl=1&section=2&viewall=true#Go_2>. Acesso em:  19 Set. 2009.
THEWISSEN, J. G. M.; Williams, E. M.; Roe, L. J.; Hussain, S. T. Skeletons of terrestrial cetaceans and the relationship o whales to artiodactyls. Nature, v. 413, 20 Set. 2001. Disponível em: <http://dna.gfy.ku.dk/course/papers/K2b.thewissen.pdf> Acesso em: 20 Out. 2009.
WOODMORAPPE, J. Walking whales, nested hierarchies and chimeras: do they exist? Journal of Creation, v. 16, n. 1, Abr. 2002. Disponível em: <http://creation.com/images/pdfs/tj/j16_1/j16_1_111-119.pdf> Acesso em: 20 Out. 2009.